# 福州疍民
福州疍民，也称为连家船民，是生活于中国福建闽江中下游及福州沿海一带水上的疍民。此族群在閩語中被贬称为曲蹄（平話字：Kuóh-dà̤，實際讀音：/kʰuo˥˥ lɛ˥˧ⓘ/）或曲蹄囝（平話字：Kuóh-dà̤-giāng，實際讀音：/kʰuo˥˧ lɛ˧˧ iaŋ˧˧/）；女性则被贬称江妹囝（平話字：Gĕ̤ng-muói-giāng，實際讀音：/kɔyŋ˨˩ mui˥˧ iaŋ˧˧/）或者曲蹄婆（平話字：Kuóh-dà̤-bò̤，實際讀音：/kʰuo˥˥ lɛ˥˥ βo˥˧/）。早期文献也曾用游艇子、白水郎、蜒等名词来称呼他们。
传统上，福州疍民终生漂泊于水上，以船为家，經中国的民族识别確定其为漢族，其母語是闽语福州话，但又有别于当地福州族群，有许多独特的习俗，是个相对独立的族群。疍民可能源于古代某类百越部落，由于生活和教育水平低下，使得他们长期受到陆上居民歧视，明朝政府将其列為贱民。至清朝雍正年间，政府立法禁止歧视疍民。1950年代起中华人民共和国政府陆续安排福州疍民上岸。

## 起源和发展

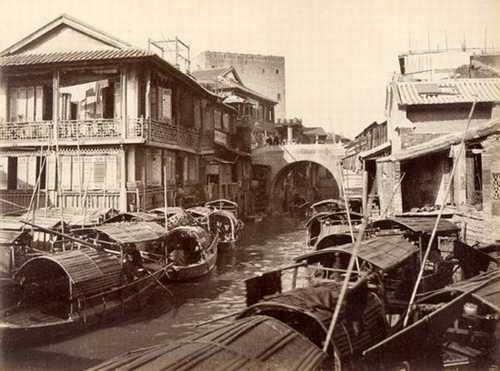
20世纪初福州内河上的疍民船

福州疍民的起源在基因学兴起前曾有多种看法，而疍民对自身起源的说法也纷繁不一，包括有：
1. 认为远古时天上掉扫帚，在地为汉、在水为疍；
2. 自认是被汉武帝灭国的闽越人后代；
3. 宣称祖先是5世纪东晋时期反抗晋朝失败而逃亡海上的卢循军队残部；
4. 或者追宗到9世纪王审知入闽时被夺去田地、驱入水中的福建原住民；
5. 或称14世纪元朝灭亡后为避汉人报复而下水的蒙古人后裔；
6. 还有归源流至14世纪的元末明初兵败下水的陈友谅余部等等。[2][3][4]

部分疍民的族谱甚至指祖籍于山西。而许多古代志书都认为疍民是秦汉时期亡国于西汉的闽越人后裔，即“蛇種”（蛇目）
现今学术界较主流的观点认为疍民主要源于古代的百越，像罗香林、傅衣凌等人就认为，疍民乃是居水的越人遗民，与畲同源。而福州疍民就源于百越中的闽越。福州疍民与福建其他疍民，以及与广东乃至华南沿海及浙江的疍民有着同源的关系，一些福州沿海的疍民是来自南下的浙江疍民。历史上部分福州疍民迁入浙江和江苏，而还有部分则又由浙江回迁福州。
随着福州疍民与陆地汉人的长期接触交流，到了明代，他们已经逐渐被汉化，开始转而使用闽语。18世纪的雍正七年（1729年）起，雍正帝頒布上諭：「凡無力之蜑戶，聽其在船自便，不必強令登岸；如有力能建造房屋及搭棚棲身者，准其在於近水村莊居住，與齊民一同編列甲戶，以便稽查；勢豪土棍，不得借端欺陵驅逐。飭令有司勸諭蜑戶開墾荒地、播種力田，共為務本之人。」開豁為民，編入正戶，准許上岸置產定居、考試科舉，开始有少量福州疍民上岸定居，这些人被称为歇家，民国废止对疍民的不平等政策後，上岸的疍民渐多，中華人民共和國成立以後，更大规模安排疍民上岸。1950年代初，东南各省的疍民曾一度被作为中国的一个少数民族，但在1955年的民族识别调查後，疍民由于长期與汉族同化，大部分失去了原本的族群特徵與民族意识，因而认定为汉族的一部分。

## 名称由来
“游艇子”是古籍上对福州疍民最早的称谓，也泛指东南沿海的其他疍民，见于《北史》和北宋淳熙年间的《三山志》。唐宋时期对疍民较为普遍的称呼是“白水郎”，或称“白水仙”、“白水人”，《三山志》裡就有记载。“蜑”即南方的夷人，与“蜒”、“疍”、“蛋”等字通假，这种指代最早见于隋代，南宋以来被普遍用来称呼疍民。
“曲蹄”是专用于福州疍民乃至整个闽都疍民的矮化称谓，来自于闽语。在清代閩縣舊志中，有關于福州话“曲蹄”（平话字：Kuóh-dà̤）稱謂來源的记载：“……俗呼曲蹄，以处舟中，其脚常弯曲不舒故。”即认为疍民弯曲的腿部使陆地上的福州人贬称其为“曲蹄”。
根据燕京大学吴高梓的调查，该词的由来有几种可能：
1. “曲蹄”二字可能来自福州疍民的睡姿“曲蹄”。
2. 福州俗字也写作“科题”，疑为“裸蹄”而来。
3. 疍民自称“科题”乃“郭倪”二字转音，源自疍民的“郭”、“倪”二姓。
4. “诃黎”，见闽诗人张亨甫（道光间绍武人）风土诗：“闽俗真殊异，遗风自汉唐。手香笼苜莉，齿黑嗜槟榔。诃囝谁能赋，诃黎不可祥。家家爱鱼菜，疑是海人乡。” 诃，斥也；黎，民也。“诃黎”乃指诃斥之民。[3]

郭、倪二姓被传为是闽越国权臣的姓氏，在汉武帝攻打闽越国时极力反抗，因此被西汉军队搜捕而流亡於江河上。相对于“白水郎”、“游艇子”、“蜒”等名称，“曲蹄”一词出现的较晚，可能在清代才出现。

## 体质特征
疍民在清末民国时期仍保留有些许古闽越族的体质特征，但今天的疍民体质与陆地漢人已难以区分了。老一辈居船的传统福州疍民比较独特的体征有身材较矮，下身较短并且腿部多弯曲，即罗圈腿，这一特征可能也是闽语中对疍民“曲蹄”称谓的由来。罗圈腿体征的形成与疍民常年在狭窄低矮的船舱中屈膝睡觉、盘腿坐地、叉开双腿作业的生活方式有直接的关系。

## 人口与语言

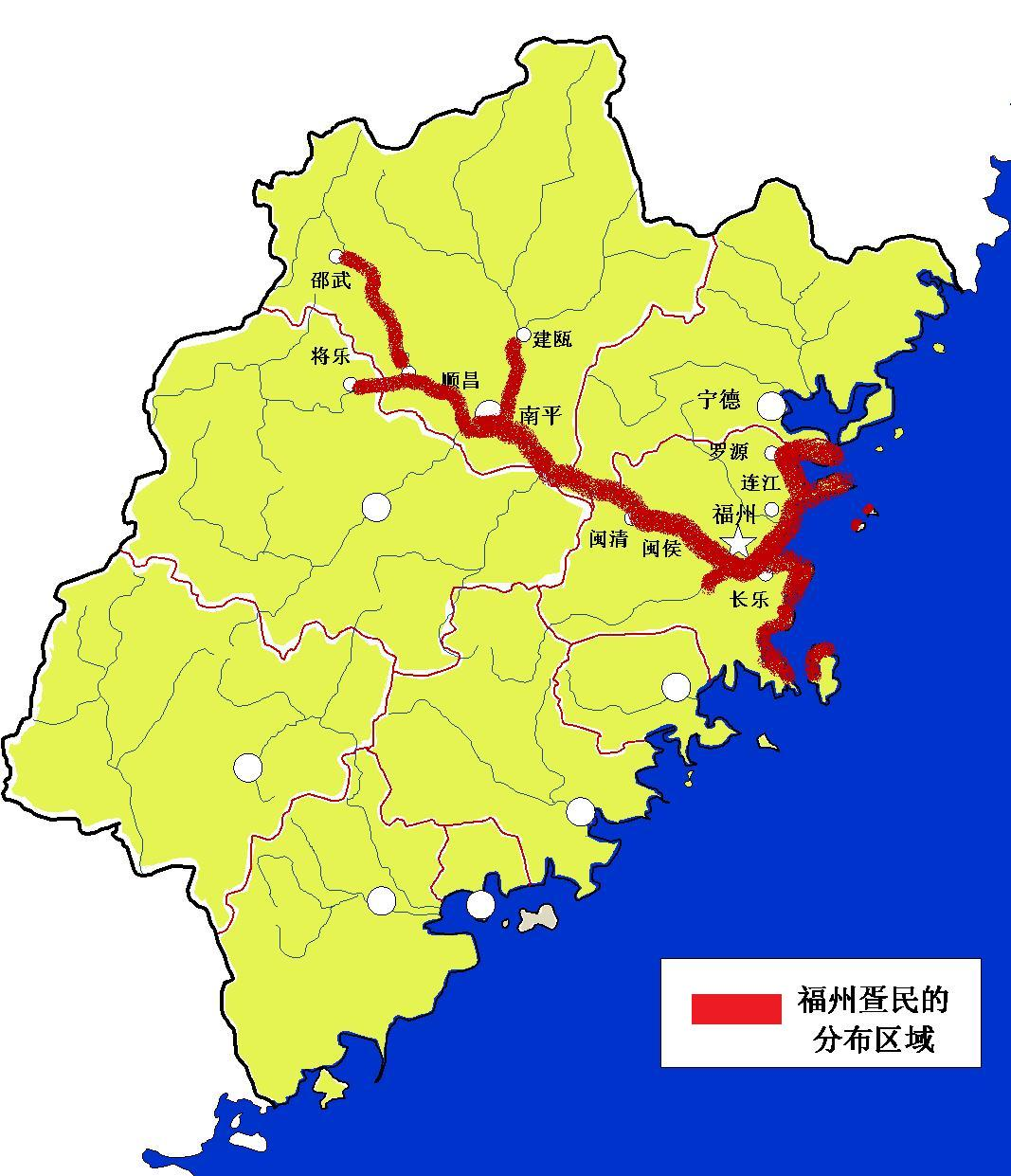
福州疍民分布图

各个时期的福州疍民人口统计数字之间出入较大，民国时陈文涛认为福州市区的疍民人口达到十万左右，这个数字可能比较接近当时的情况。据中华人民共和国建立初期的统计，闽江下游约10公里两岸固定的疍民共有3731户、17235人，其中男性8760人、女性8475人，男女性别比为1：0.967；而流动于闽江水系的长乐、永泰、南平等7县的疍民人口达到4219户、10369人。这样闽江流域福州疍民人口共计27604人，其中不包括罗源、连江等地的沿海疍民。另有资料称1950年左右闽江流域的福州疍民有3万多人。历史上，福州疍民主要分布在福州三县洲、帮洲、义洲、鸭姆洲、泛船浦以及上渡、中洲、苍霞、水部，后来又扩散到南屿、洪塘、马江、亭江、琯头、琅岐等地和闽侯、长乐、永泰、闽清、罗源、连江等沿江或沿海地区，有的福州疍民溯闽江而上，迁徙到闽北的南平、邵武、顺昌、建瓯、将乐等闽江上游地区，也有福州疍民沿海北迁至宁德、霞浦等地。
现今福州疍民普遍使用闽语福州话作为母语，迁徙到闽北地区的福州疍民仍沿用福州话，在部分地区，疍民使用的闽语中还包含疍民特有的词汇。在历史上，福州疍民曾有自己独特的语言，不过随着与汉族社会接触的深入，他们逐渐汉化，并转而使用汉语，到了明代，大部分福州疍民已经能说福州话，但其中仍夹杂有早期疍民语言语法和词汇的痕迹。到了中华人民共和国时期，由于政府在疍民中推广教育，不少疍民也会使用普通话。

## 姓氏
福州疍民的姓氏有几十种，很多都是明清时汉化后所取的，比较常见的姓氏很可能与水或水上生活有关，最典型的包括江、唐、翁、欧、潘、卞、池、浦等，“翁”姓可能取自“渔翁”的职业，“唐”姓可能取自“塘”的改寫，“潘”则取自“水上之番人”，“欧”则取自“鸥鸟”的改寫，“池”、“浦”、“江”、“海”等姓则取自疍民的生活地点。此外，一些陈姓福州疍民自认为是陈友谅后裔，而长乐筹东村的卢姓疍民归宗于东晋的卢循。
姓氏分布上，福州市区的疍民多姓唐、赖、江、翁、詹等，闽侯沿江的疍民姓氏多为欧、卞、池、江、郭等，长乐一带的则以陈、江、翁、倪、林为多，罗源沿海的主要有林、欧、江、郑、连、陈、翁、刘、卞、唐等姓氏。

## 生活习俗

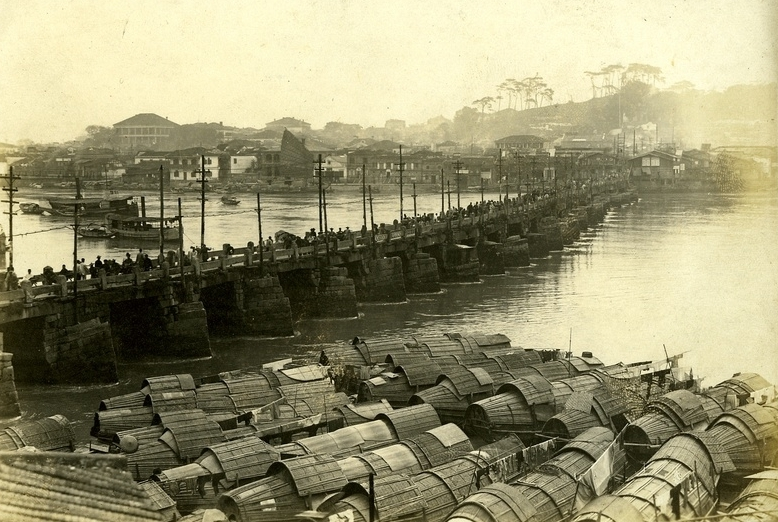
闽江福州万寿桥（今解放大桥）下的连家船，摄于1927年

历史上，疍民被陆地汉人歧视而不准陆居，终生以船为家。根据清代侯官、闽县两县的旧志记载，福州疍民“其人以舟为居，以渔为业，浮家泛宅，遂潮往来，江干海澨，随处栖泊。各分港澳，不相凌躐。间有结庐岸上者，盖亦不业商贾，不事工作，习于卑贱，不齿平民。闽人皆呼之为曲蹄，肖其形也。以其脚多弯曲故也，俗亦谓之为乞黎云云。视之如奴隶，贱其品也。”他们的经济来源主要为近海和内河渔业、水上客货运等，大部分人生活非常贫困，而且生活很容易受到台风等自然灾害的威胁。在民国以前，绝大部分疍民受教育程度极为低下。20世纪中叶以来，随着疍民大批上岸定居，传统的疍民生活方式逐渐萎缩。

### 服饰
清代至民国时，福州疍民多穿麻布染成的蓝黑、褐色衣裤，裤子非常宽大（福州称为“曲蹄裤”），女性的袖领上常镶有一寸多宽的黑边。在上岸定居之前，大部分疍民有赤足的习惯，并且不戴帽。疍民妇女不纏足，穿耳，梳尖螺髻，髻尾朝天，老年妇女则结髻，她们的髻上有五寸蛇形长簪，这点也被认为是蛇崇拜的遗留以及疍民为“蛇种”的闽越先民后裔的证据。

### 住所

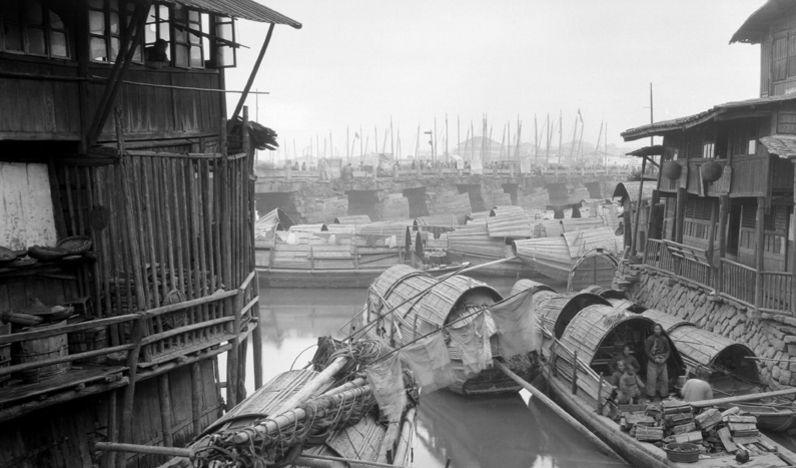
穿行于中洲岛南岸夹缝中的疍民，沿岸的木厝即疍民搭建的简陋居所，摄于1907年左右

福州疍民的传统是终生居船。“连家船”是对疍民船只比较中性的一种称谓，同时“连家船”也成为对疍民非歧视的称呼方式。闽江上的连家船长度多为5-6米，宽约3米，首尾翘尖，中间平阔，并有竹篷遮蔽作为船舱。一艘连家船同时为福州疍民提供了工作和生活的空间，生产劳动在船头的甲板，船舱则是家庭卧室和仓库，而从事水上运输的疍民会将船舱同时作为客舱或货舱，船上没有厕所，船尾就是排泄的场所，疍民常用粗竹筒从裤管伸入胯下接尿，有时疍民还在船尾饲养家禽。早年上岸定居的疍民则在江畔、港湾滩涂兴建干栏式民居。先在地面打上木桩，然后或是将原先的连家船架于其上作为房屋，或是在木桩上铺设木板建设房屋，其内部空间非常狭小，这种房屋被称为“四脚楼”或“提脚房”。

### 人生礼仪
传统上，闽江流域的福州疍民婚嫁多父母做主，也有媒人先说合的。一般程序为送礼、冠礼（“做出动”、成人礼）、请奶（福州女神“奶娘”陈靖姑）、过关。新娘18岁忌出嫁，结婚到男家一般在黑夜，有哭嫁、骂嫁的习俗。疍女可以嫁上岸，疍男不娶岸上之女。婚礼当日，水面船只凡是经过迎娶新妇的轿船，无论是否认识，都可以上船讨米酒喝，米酒为娘家的陪嫁，称为“新妇尿”。与陆上传统的汉人社会相比，疍民的贞操观念淡薄，对婚前性行为与寡婦再嫁并不在意，极少有“守节”的行为。富裕的男性疍民也有娶妾的。丧葬习俗与陆地汉族福州人略有区别，例如，疍民由于生活艰苦，无力延请僧道为死者每七日“作功德”（疍民語，福州话称为“做七”）。此外，沿海的疍民没有墓地，往往用草席卷起尸体，悄悄埋到偏僻的荒滩野地中，不能被人看到埋葬的过程；早年福州市区一代信奉天主教的疍民则葬在福州西北部的奉教山（或称曲蹄山，即今天的马鞍山），这里也是早期来华传教士艾儒略的原墓地。

### 节日习俗
福州民间年底祭灶节时，有“官三民四曲蹄五”之说，即官宦人家在农历十二月二十三祭灶，平民家在二十四祭灶，而福州疍民只能在农历十二月二十五祭灶。农历除夕时疍民将船驶入闽江中，以躲避索债者，名曰“迁篙”。农历正月初二到初四，疍民妇女和儿童有上岸讨粿的习俗，到陆地汉人居住地挨家挨户唱诗贺年、说吉利话来讨粿。福州疍民的“讨粿诗”有：“姑嫂双双贺新年，红红伞灯挂厅前；好糕好粿送奴去，金字牌板竖门前”、“旧年过了又新年，生意兴隆赚大钱；恭喜发财平安过，送奴糖粿过门前”等。节日时，福州疍民有着唱渔歌的传统，但近年来疍民渔歌已接近濒危。

### 禁忌
福州疍民忌人从船前经过，认为这象徵是溺水而亡的浮尸（福州话称为“水马”），但一旦遇上浮尸则必须打捞上来，以免鬼魂作祟。对于溺水者，疍民禁忌直接施救，常有三沉三浮之后再救的习惯。由于行船生活的缘故，忌说“退”、“横”等字。忌见反覆之物，比如锅盆不能翻覆、吃鱼不能翻面。此外还忌食鱼眼，并在船头刻画鱼目以保佑避免触礁。

### 渔歌
福州疍民渔歌是流传于福州疍民中的民间音乐形式，主要有“盘歌”和“唱贺年歌”两种形式，歌词都使用福州话。盘歌为男女问答形式的对唱，歌词为演唱者的即兴发挥；贺年歌则是农历新年时疍民向陆地上的福州居民讨粿时所唱的歌曲。历史上，福州疍民渔歌既有采用闽剧的曲调，也对福州族群的民间歌谣曲艺产生过一定影响，但目前正面临着濒危的困境。它已被列入福州市非物质文化遗产名录和福建省非物质文化遗产名录。

## 宗教信仰

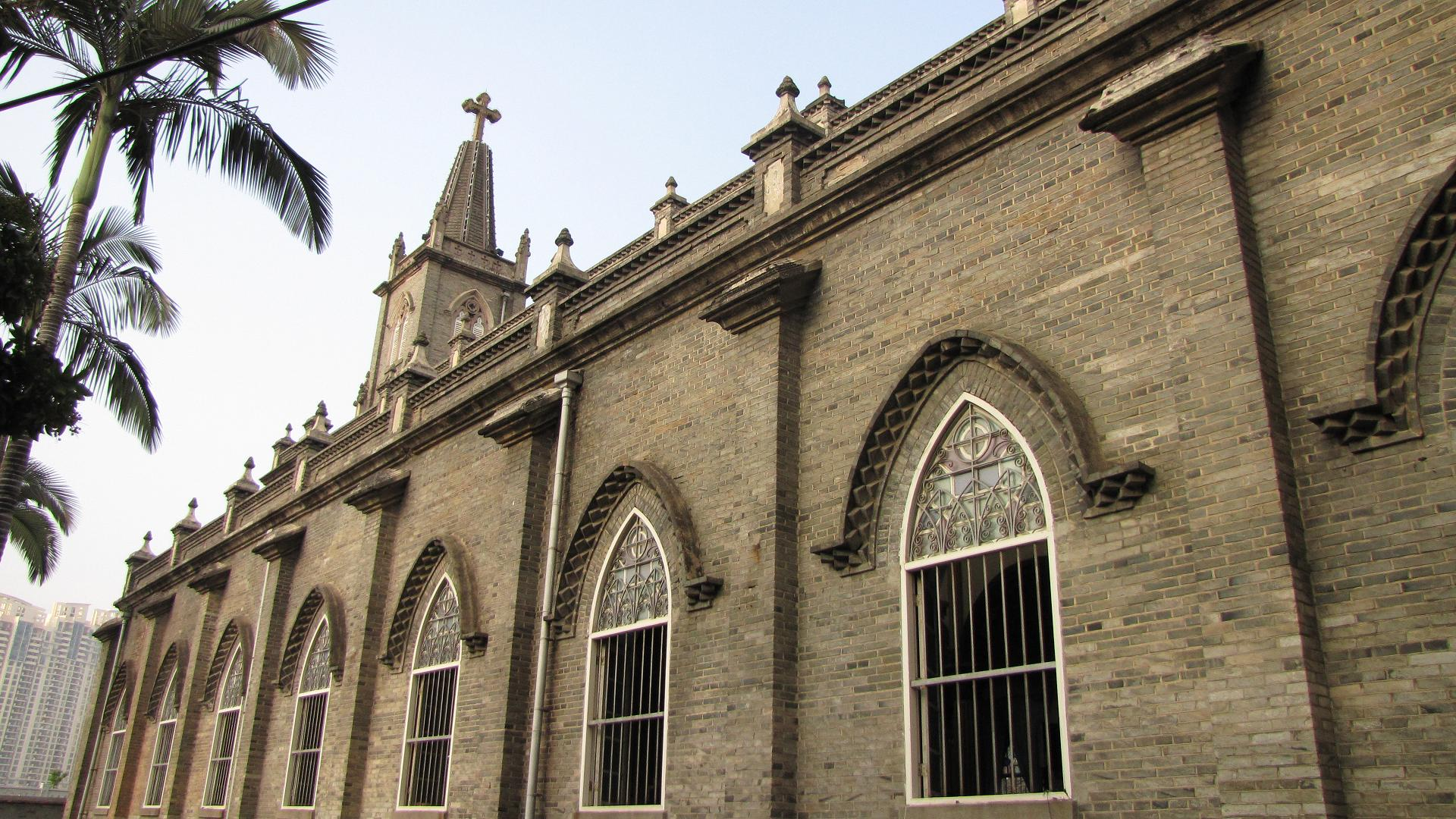
位于闽江南岸的泛船浦天主堂是福州天主教疍民主要的敬拜场所之一

早期，福州疍民多信奉融合了道教的福建本土宗教，其崇拜的神祇包括了闽越王无诸、蛇神、蛙神、猴神，还信仰或崇拜妈祖、拿公、白马王、開閩尊王、威武尊王、五福王爺、临水夫人、陈文龙、戚奶、螺女和各种地头神等本地神祇或历史人物。由于疍民常年行船的缘故，妈祖在疍民的信仰中占有重要地位，并随着疍民的迁徙而兴盛于闽江上游的内陆地区。福州疍民还将白马王传播到了马祖列岛，将拿公传播到了琉球。另外也有部分疍民信仰佛教。
福州疍民信奉天主教最早可追溯到17世纪，时为明末清初，天主教开始在福州活跃，成立教区。自19世纪中叶起，欧美天主教传教士将福州疍民作为重要宣教对象，还为传教而学习福州话。天主教会通过保教权庇护在传统社会中备受歧视的疍民教徒，帮助信教的疍民上岸居住、免受欺凌，并开办教会学校向疍民普及教育，使得天主教在疍民中的影响不断扩大，教徒人数骤增。清末福州开埠后，来榕的新教传教士发现相当部分的福州疍民已皈依天主教，此后直到中华人民共和国建立初期，疍民中天主教徒的比例一直在提高，迁徙到闽北的福州疍民中也有一半的人信奉天主教。到了20世纪末和21世纪初，天主教在疍民中的传播又一次呈现增长。今日，疍民及疍民后裔也构成了福州天主教信徒的一大主体。

## 针对疍民的歧视

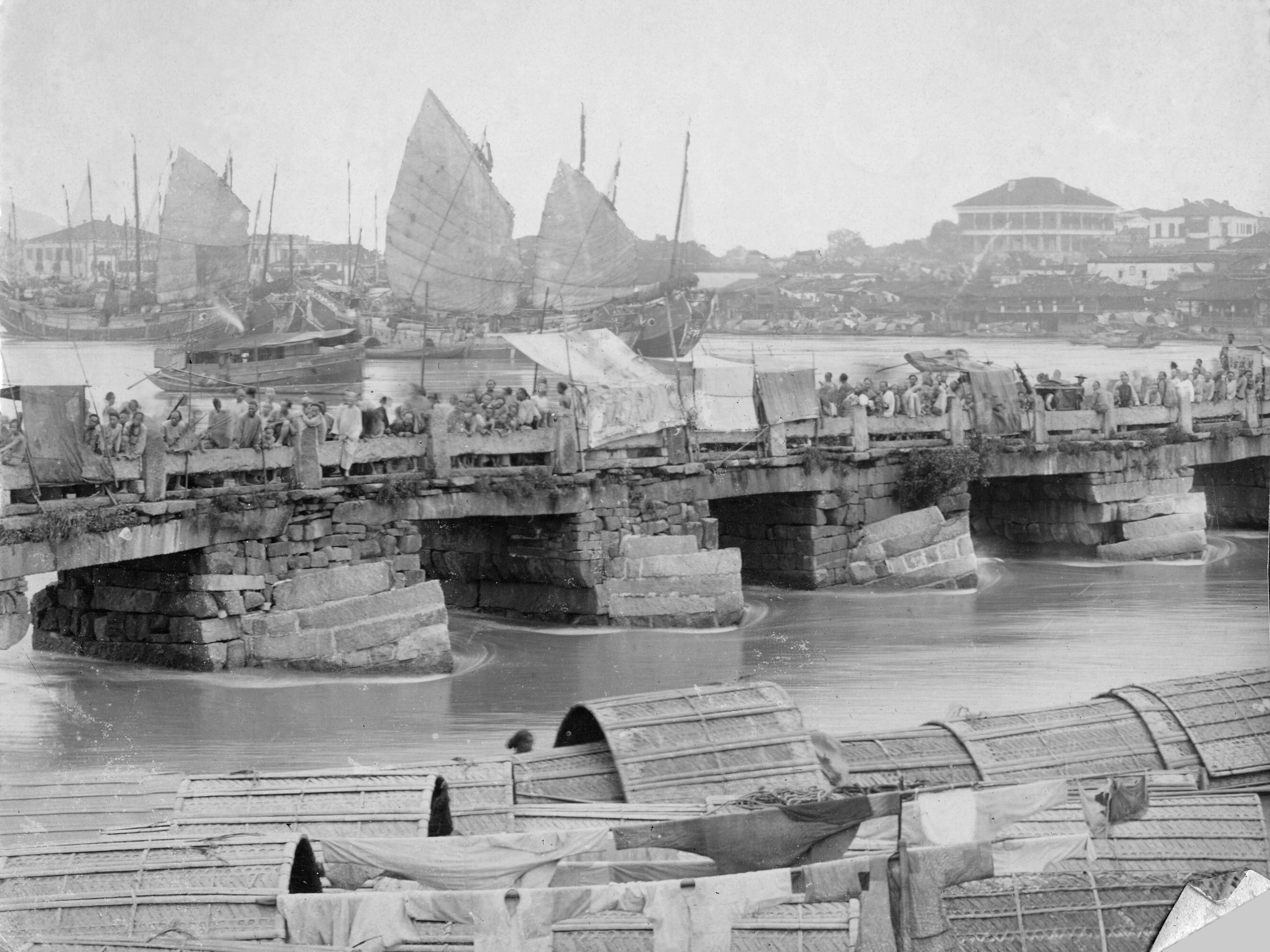
1910年左右的万寿桥，桥上行走的汉人与江上穿梭的疍民形成鲜明的对比

至宋代开始，福州疍民逐渐沦为“贱民”，遭到陆地汉人的严重歧视，生产生活被严加限制。疍民被规定不准陆居，不准穿绸，不许读书，不许科举应试，不能与岸上居民通婚，上岸不准撑雨伞，上岸不能穿鞋，喜庆不得张灯结彩，走在路上要弯腰缩颈，靠道旁行走，不准穿戴衣冠，男女老少在岸上时裤脚管必须卷得一边高一边低，以区别于其他汉人渔民，疍民妇女梳半爿髻，不得仿效陆居汉人妇女梳髻带中簪。在一些地方甚至禁止疍民上岸，有“曲蹄莫上岸，上岸打死不偿命”的说法。少数上岸定居的疍民也被禁止营建瓦顶的房屋，更不能模仿汉人的民居起盖翘角的屋式。个别富裕的疍民曾以重金贿赂同姓陆地汉人，冒充民籍以争取读书科举的机会。
福州清末文人郭柏苍曾描述过一位顺治年间的进士「金镜」因贫穷与曲蹄婆通婚而导致其社会地位骤降的故事：
|                              | 金镜字肃明，作秀才贫甚，与卖渔人通谱。福州所称卖渔嫂即曲蹄婆，以其生长船中，两足俱曲故名。没为贱种，子孙不得应试。例不登岸，作半片髻，以别田婆；有梳髻带中簪者，田婆辄殴之。近三十年始溷矣。州边田中湾里所称曲蹄婆乃妓女，托为卖鱼嫂，故涉讼。则穿纨绔称渔婆。人为之语曰“月照池塘，渔人错认金镜”。按镜居玉尺山以仕耿逆流口外，鬻为何提督傅笔。 |
| ——郭柏苍，《竹间十日话》卷五 | |

自清代起，官方和疍民都曾尝试取消这种歧视政策。18世纪雍正年间，政府開放了连家船民上岸定居，與一般平民享有相同衣食待遇，但社會歧視與階級狀態未改變。清末宪政时期，有人向福建省谘议局呈递议案，要求政府颁发条文，確實保障连家船民享受与陆上平民同等待遇，但咨议局以不平等待遇乃「习惯法相沿」为借口，否定了议案。中华民国建立后，开始全面解除禁令。1949年國共戰爭結束，中华人民共和国政府大规模安排福州疍民上岸生活，在一些地方還通過人民代表大會決議的方式禁止對疍民使用“曲蹄”之類的貶稱，歧视性政策完全消失，但部分陆地居民对疍民仍有残留的歧视观念。

## 福州民间文化中的疍民
福州民间文化对疍民多有歧视，常以“曲蹄”的贬称呼之，往往认为疍民狡猾和重利，品行不好。福州話民间俗语、民谣中有：“曲蹄瘟”、“一粒橄榄丢过坑，曲蹄也想做先生。手拈笔仔抖抖战，卖写三字‘窦燕山’”、“曲蹄会做官，中原变北番”等歧视性的内容，还有“曲蹄莫上岸，上岸乞拍死无偿命”这种威胁性的语言。清末时政府曾允许富裕疍民捐官职，又引发陆居的福州人编歌谣嘲讽：“摇船摇船啦，曲蹄做老爹。少爷担粪桶，小姐去踏车。厅中侬客喊恭喜，房中奶奶脱跣骹。”诸如《闽都别记》这样的文学作品中也包含着贬低疍民的文字，不过《闽都别记》中也有相对正面的疍民形象出现。福州一带的不少地名也和福州疍民有关。福州西北部的马鞍山也名叫曲蹄山，这里是许多疍民天主教徒墓地的所在，马祖的南竿岛有科蹄澳。

## 西方人笔下的闽江和疍民

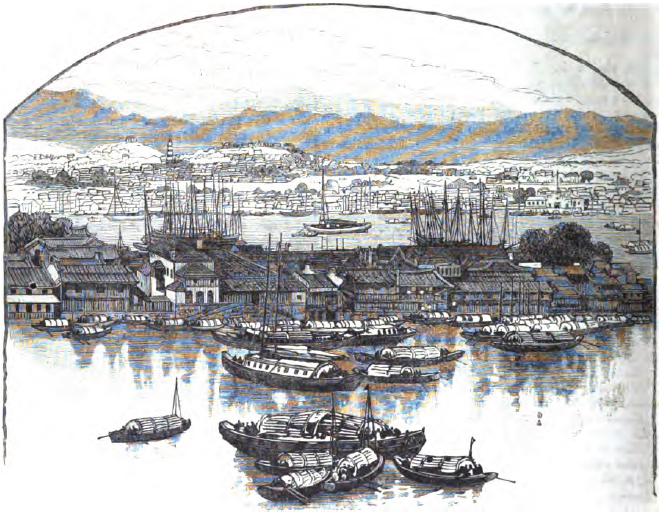
美国传教士绘制的闽江上的福州疍民，摘自美以美会的保灵牧师1884年所撰之散文《福州》

19世纪福州开埠后，欧美的基督教新教传教士自1847年起开始在福州活动，他们也对福州疍民的生活面貌做了记载，给西方人留下了对福州疍民较为直观的印象。
|                                  | ……这样蜿蜒行驶了大约三十英里，我们进入到一片群山环绕的美丽地界，这里四周是破碎而不规则的山脉，群山的庇护下坐落着福州城。在接近福州的航途中，江的两岸都排满了船——数以百计的小舢板船，还有些大只的船械更永久地停泊着，它们是船只主人的住所。水上住所是中国人生活中最显著的特色之一，在这个帝国各地皆可见此习俗。福州水上居民的人口必逾数千，他们生于斯，长于斯，终其一生都在这些小船上度过。河道上也挤满了样式各异大小不同的平底帆船，从庞大笨重的山东船到优雅轻巧的黑漆宁波船，无所不有。…… |
| ——怀礼，《福州的教会公墓》，1858 | |

|                                      | 福州船民是一支庞大而有趣的社会阶级。江两岸的浅滩，还有桥面与桥墩，都是极佳的锚泊地点，停满了各式各样无以计数的船只。较大的船用于运输商品，往返于城内外，或是用于装载从驶入福州港的盐船和米船上卸下来的货物；而较小的船只被用作渡船或渔船。出海的舢板船停泊在桥下，常常挤满了江面。…… |
| ——麦利和，《生活于中国人中间》，1861 | |

## 电影文化中的疍民
1947年，美国制片人朱利安·布莱恩（Julien Bryan）以福州疍民为题材拍摄了一部长约16分钟的短纪录片，题为《舢板之家》（Sampan Family）。片中描述了生活在闽江入海口的一个贫苦的林姓疍民家庭一天的生活。2009年，一部讲述现代疍民生存状况的影片《天主的渔夫》（St. Mary's Fisher）在福州拍摄完成，片中大部分对白为福州话。

## 现状

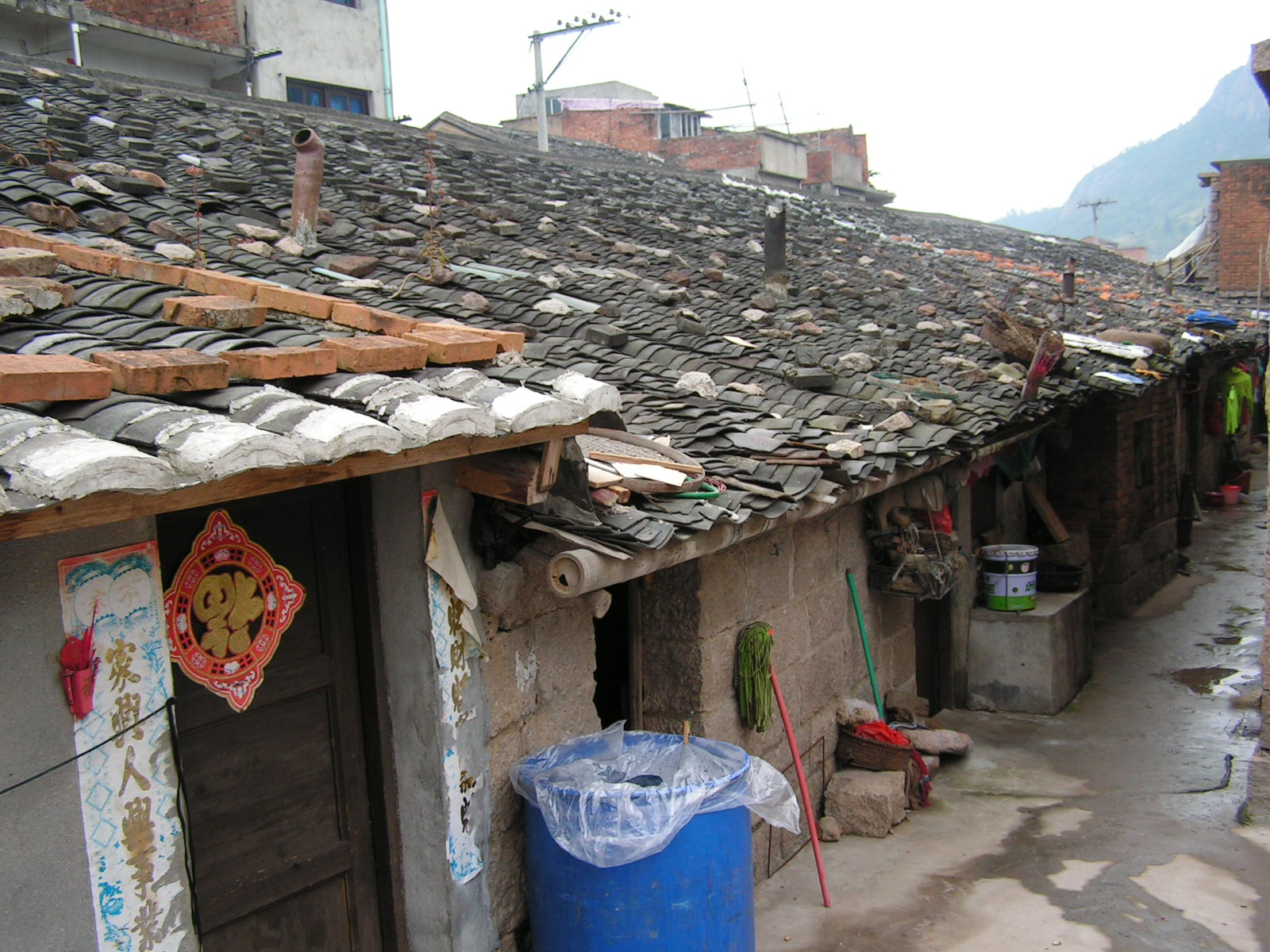
福州罗源沿海20世纪中叶上岸疍民的住宅

20世纪50年代开始，中国政府陆续安排福州疍民上岸居住，在闽江沿岸和沿海一带兴建了许多疍民聚居村落，并进行教育普及工作。譬如福州倉山區閩江南岸的疍民就被编入倉山區水上漁業大隊，1979年政府還撥款建了一座漁民新村，自1990年代以來，其中許多戶都自建了磚木房；而羅源縣政府為沿海疍民興建了鑒江鎮海上村、碧里鄉先鋒村、松山鎮乘風村三座陸上村莊。1990年代，福州市政府加大了对闽江流域连家船的整治，并同居住在连家船上的福州疍民签订“退出连家船”的协议。1991年底, 福州市政府称帮洲最后一批108户疍民已迁居岸上，2003年又宣布仓山区上渡尤溪洲最后一批47户167人的疍民上岸。1998年起，福建省政府也将福州疍民上岸定居列入“造福工程”計划，甚至组织画家卖画筹集公益款。目前福州市区水面上的连家船几乎绝迹，同时期福州周边县市的疍民也大多上岸居住。福州疍民的生活水平和教育质量等相比过去得到很大改善，而且摆脱了过去绝大部分为文盲的状况。
目前闽江上的福州疍民很多都从事渔业、水上运输、挖沙等职业，并获得政府一定的经济扶持，不少疍民的船只由小木帆船升级为带动力的大木帆船，甚至数百吨的钢船。有报道称，现代仍居住于闽江上的福州疍民所产生的生活垃圾污染了闽江水质，这也是福州市政府要求疍民上岸的原因之一，其中一些疍民被福州市政府雇佣为内河保洁员，负责清理福州内河上的垃圾。
另一方面，福州疍民的传统文化面临严重的威胁，像渔歌这样的疍民的传统曲艺形式开始萎缩和濒临困境，现时，福州疍民渔歌已被列入福州市非物质文化遗产名录和福建省非物质文化遗产名录中。

## 注解
1. ↑  「疍」，拼音：
2. ↑  即「狹義閩語」，單指「福州話」。
3. ↑  即「廣義閩都」，是指閩中十邑和福寧五邑地区。
4. ↑  福州话发音“có̤-chék”。
5. ↑  福州话发音“Guăng săng mìng sé kuóh-dà̤ ngô”。
6. ↑  福州话读音“cūi-mā。”
7. ↑  福州话读音“Kuóh-dà̤-ŭng”
8. ↑  福州话读音“Siŏh lăk gāng-lāng gĕ̤h guó kăng, kuóh-dà̤ iâ siōng có̤ sĭng-săng. Chiū niĕng bék-giāng dēu-dēu-ciéng, mâ̤ siā săng cê "dâiu-iéng-săng"”，其中“賣”字為閩語中的能愿否定詞俗写。全句意為“一粒橄榄扔过坑，曲蹄也想當老師；手裡拿筆發抖，連《三字经》裡的‘窦燕山’三個字都不會寫。”
9. ↑  福州话读音“Kuóh-dà̤ â̤ có̤-guăng, Dṳ̆ng-nguòng biéng Báe̤k-huăng”。
10. ↑  福州话读音“Kuóh-dà̤ mŏ̤h siông ngiâng, siông ngiâng ké̤ṳk páh sī mò̤ siòng miâng”，“乞”（ké̤ṳk）是“被”的意思。
11. ↑  福州话发音为“Ièu sùng ièu sùng lă, kuóh-dà̤ có̤ lō̤-diă. Siēu-iè dáng bóng-tĕ̤ng, siēu-ciā kó̤ dăk chiă. Tiăng-dŏng nè̤ng-káh háng gŭng-hī, bùng-dṳ̆ng nā̤-nā̤ táung-siēng-kă”。其中“老爹”（lō̤-diă）是达官贵人的意思，“侬客”（nè̤ng-káh）即客人，“奶奶”（nā̤-nā̤）在早年指女主人，“脱跣骹”（táung-siēng-kă）意為赤腳。